# Аякучо (регіон)
Аякучо (ісп. Ayacucho, повна назва Región Ayacucho) — регіон, розташований в південно-центральній частині Перу. Межує з регіонами Хунін (на півночі, далі за годинниковою стрілкою), Куско, Апурімак, Арекіпа, Іка, Уанкавеліка. Столиця і найбільше місто регіону — Аякучо.

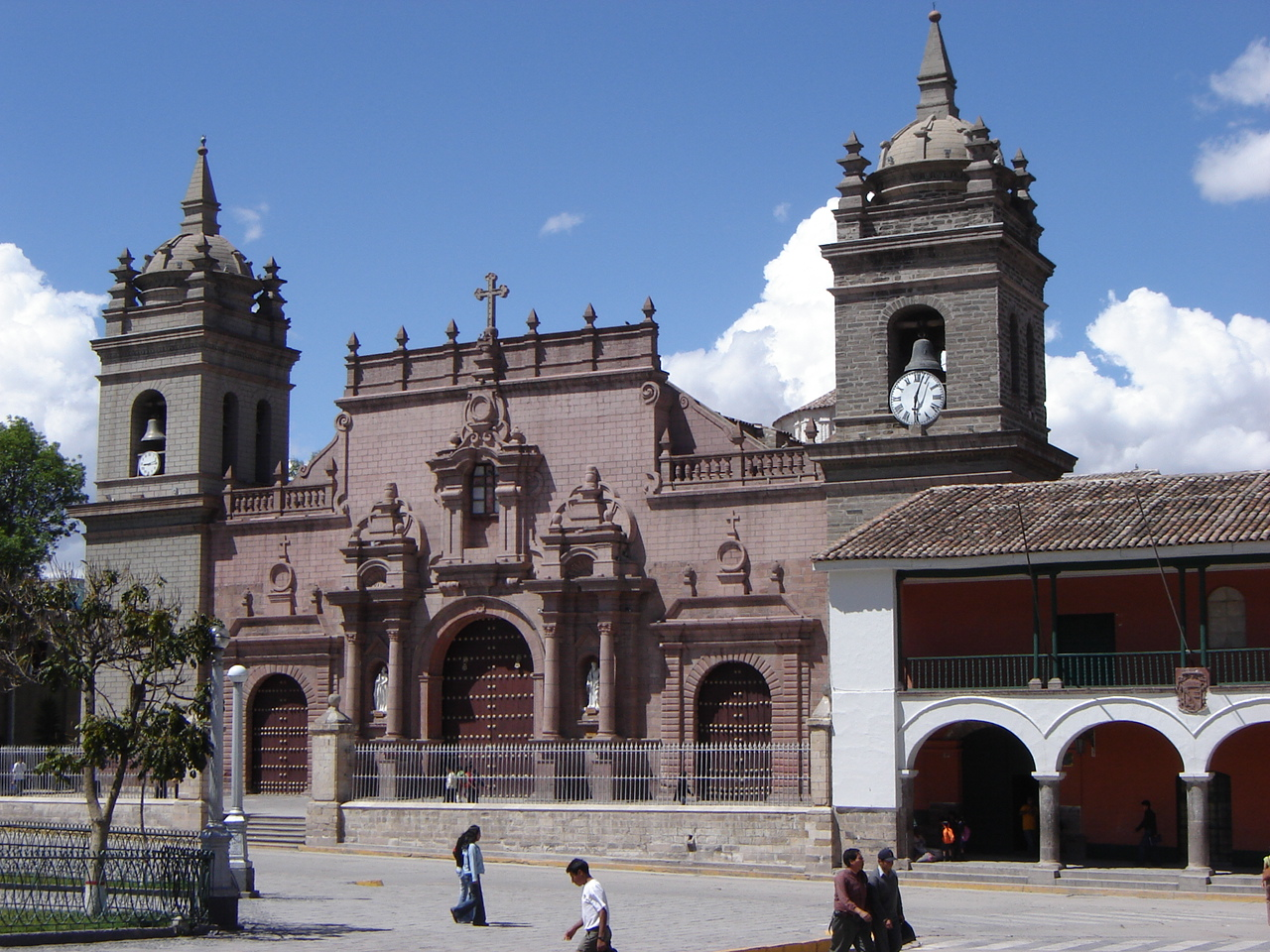
Кафедральний собор на центральній площі Аякучо.

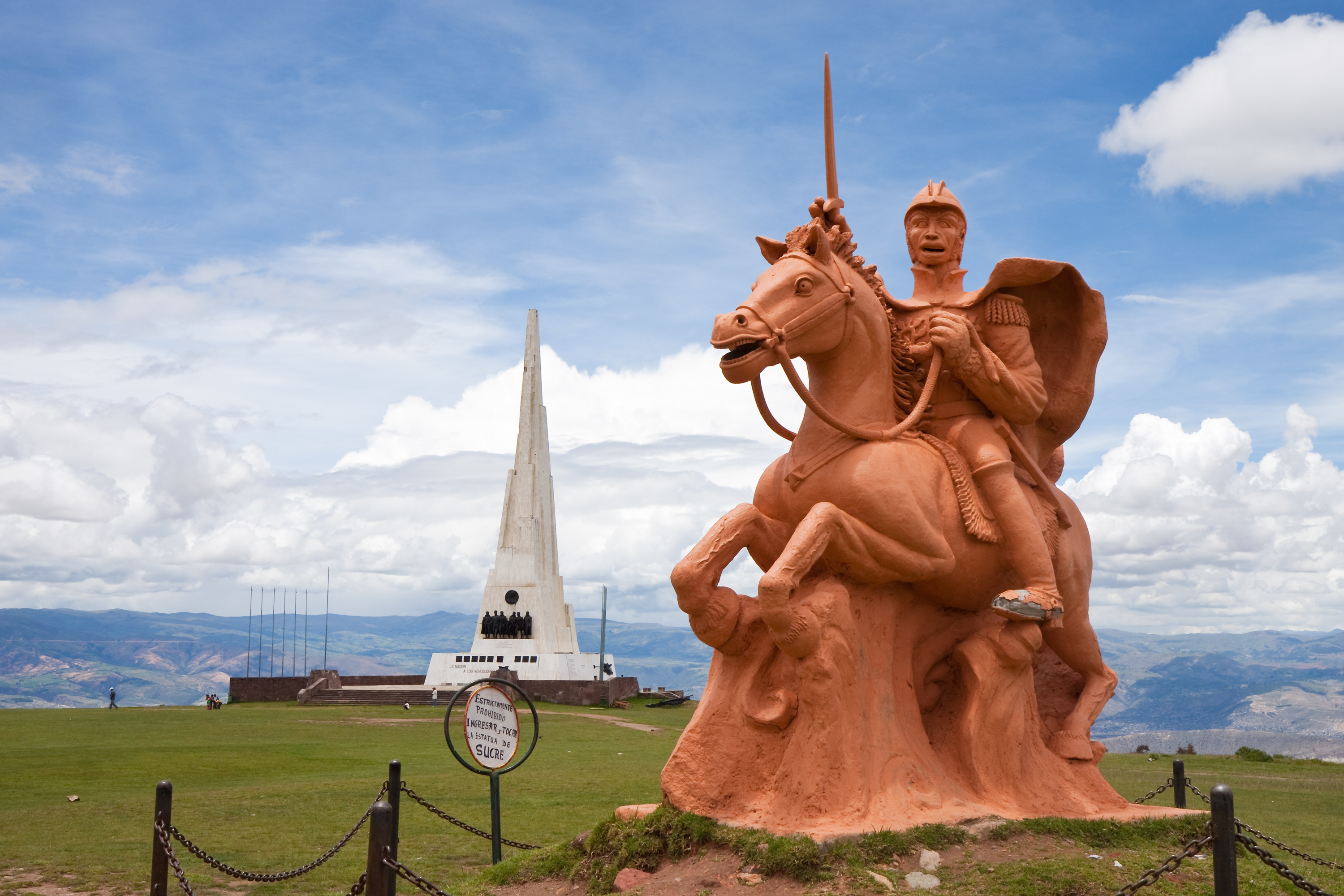
Обеліск на честь перемоги у битві при Аякучо і пам'ятник Хосе Сукре.

У цьому регіоні відбулися найактивніші терористичні акції протягом партизанської війни, що велася комуністичною організацією «Сяючий шлях» (Sendero Luminoso) в 1980 роки. У 2005 році відбувся референдум про злиття регіону з регіонами Іка і Уанкавеліка, проте пропозиція не набрала достатнього числа голосів.

## Адміністративний поділ
Регіон розподіляється на 11 провінцій:
| №  | Провінції             | Площа, км² | Населення, осіб (1993) | Населення, осіб (2007) | Населення, осіб (2017) | Центр        | К-ть дистриктів |
| -- | --------------------- | ---------- | ---------------------- | ---------------------- | ---------------------- | ------------ | --------------- |
| 1  | Віктор-Фахардо        | 2260       | 27079                  | 25412                  | 20805                  | Уанкапі      | 12              |
| 2  | Вількашуаман          | 1178       | 22302                  | 23600                  | 18169                  | Вількашуаман | 8               |
| 3  | Кангальйо             | 1916       | 33833                  | 34902                  | 32812                  | Кангальйо    | 6               |
| 4  | Ла-Мар                | 4392       | 70018                  | 84177                  | 76453                  | Сан-Мігель   | 11              |
| 5  | Луканас               | 14495      | 55830                  | 65414                  | 54087                  | Пукуйо       | 21              |
| 6  | Парінакочас           | 5968       | 22769                  | 30007                  | 29119                  | Коракора     | 8               |
| 7  | Паукар-дель-Сара-Сара | 2097       | 10140                  | 11012                  | 10059                  | Пауса        | 10              |
| 8  | Сукре                 | 1786       | 12623                  | 12595                  | 9844                   | Керобамба    | 11              |
| 9  | Уаманга               | 2981       | 163197                 | 221390                 | 294960                 | Аякучо       | 16              |
| 10 | Уанка-Санкос          | 2862       | 10213                  | 10620                  | 8728                   | Уанка-Санкос | 4               |
| 11 | Уанта                 | 3879       | 64503                  | 93360                  | 95904                  | Уанта        | 12              |

## Найбільші населені пункти
Населені пункти з чисельністю населення понад 10000 осіб:
| №                                             | Населений пункт | Населення, осіб (1993) | Населення, осіб (2007) | Населення, осіб (2017) |
| --------------------------------------------- | --------------- | ---------------------- | ---------------------- | ---------------------- |
| 1                                             | Аякучо*         | 105918                 | 149391                 | 218777                 |
| 2                                             | Уанта           | 17681                  | 26026                  | 33304                  |
| 3                                             | Пукуйо          | 9958                   | 11956                  | 12982                  |
| 4                                             | Коракора        | 7043                   | 10131                  | 11257                  |
| Примітка: * — конгломерація населених пунктів |                 |                        |                        |                        |